# Amherst College
Amherst College er et amerikansk universitet i Amherst i delstaten Massachusetts. Det blev grundlagt i 1821 og er et af delstatens ledende uddannelsesmæssige institutioner. Det har USD 34.916 i skolepenge årligt (2006), mere end ved Harvard University, og højeste gradsniveau er Bachelor.
Fagkredsen omfatter humaniora, sprog, samfundsvidenskaber, klassisk naturvidenskab, og jura.